# Вільні і зв'язані змінні
В математиці та в інших дисциплінах, які включають в себе формальні мови, включно з математичною логікою і інформатикою, вільна змінна це вид запису, який визначає місця в виразі де можуть відбутись заміни. Ідея пов'язана із позначкою-заповнювачем (англ. placeholder) (символ, який пізніше буде замінений на рядок), або байдужий символ який використовується для невизначеного символу.
Змінна x стає зв'язаною змінною, коли ми пишемо, наприклад:
'Для всіх x, (x + 1)2 = x2 + 2x + 1.'
або
'Існує x такий, що x2 = 2.'
Для будь-якого з цих суджень, логічно не важливо використовуємо ми x або інший символ.
В програмуванні, вільна змінна це змінна використовна в підпрограмі, яка не є локальною змінною або аргументом.

## Приклади
У виразі
{\displaystyle \sum _{k=1}^{10}f(k,n),}
n вільна змінна, а k зв'язана; отже значення цього виразу залежить від n, і не існує нічого на ім'я k , від чого залежить значення виразу.
У виразі
{\displaystyle \int _{0}^{\infty }x^{y-1}e^{-x}\,dx,}
y вільна змінна, а x зв'язана; отже значення цього виразу залежить від y, і не існує нічого на ім'я x , від чого залежить значення виразу.
У виразі
{\displaystyle \lim _{h\rightarrow 0}{\frac {f(x+h)-f(x)}{h}},}
x вільна змінна, а h зв'язана; отже значення цього виразу залежить від x, і не існує нічого на ім'я h , від чого залежить значення виразу.
У виразі
{\displaystyle \forall x\ \exists y\ \varphi (x,y,z),}
z вільна змінна, а x і y зв'язані; звідси значення істинності цього виразу залежить від z, а не від x чи y.

### Оператори зв'язування змінних
Наступні оператори
{\displaystyle \sum _{x\in S}\quad \quad \prod _{x\in S}\quad \quad \int _{0}^{\infty }\cdots \,dx\quad \quad \lim _{x\to 0}\quad \quad \forall x\quad \quad \exists x\quad \quad \psi x}
є операторами зв'язування змінних.  Кожен з них зв'язує x.
Іноді може бути зручно перейти до запису, що робить зв'язування явним, такого як
{\displaystyle \sum _{1\,\ldots \,10}\left(k\mapsto f(k,n)\right)}
для сум або
{\displaystyle D\left(x\mapsto x^{2}+2x+1\right)\,}
для диференціювання.